# Vinflunine
Vinflunine (INN) is een geneesmiddel voor de behandeling van kanker van het urinewegstelsel, meer specifiek gevorderd of gemetastaseerd overgangscelcarcinoom van het urotheel. (Het urotheel ofwel slijmvlies ofwel overgangsepitheel bekleedt het nierbekken, de urineleider (ureter), de urineblaas en de urinebuis (urethra).) Vinflunine wordt voorgeschreven als behandeling met platinabevattende geneesmiddelen niet volstaat of niet mogelijk is.
Vinflunine is een semisynthetisch, gefluoreerd vinca-alkaloïde, ontwikkeld door professor Jean-Claude Jacquesy aan de universiteit van Poitiers en verder tot het geneesmiddel Javlor door het farmaceutisch bedrijf Pierre Fabre Médicament. Vinca-alkaloïden hechten zich aan het eiwit tubuline in kankercellen, waardoor ze de mitose (celdeling) blokkeren, wat uiteindelijk leidt tot apoptose van de cellen. Vinflunine bleek hiervoor in klinische proeven effectiever dan de bestaande vinca-alkaloïden vinblastine of vinorelbine.
Javlor is een geconcentreerde oplossing voor intraveneuze infusie en bevat het ditartraat van de actieve stof vinflunine. De Europese Commissie heeft op 21 september 2009 een vergunning verleend aan Pierre Fabre Médicament om Javlor in de Europese Unie op de markt te brengen.
Vinflunine wordt ook getest voor de behandeling van gevorderde borstkanker en niet-kleincellig longcarcinoom.